# 週刊キングスTV
『週刊キングスTV』（しゅうかんキングスティーヴィー）は、2007年から2011年まで沖縄テレビで放送されていたbjリーグ・琉球ゴールデンキングスの応援番組である。bjリーグシーズン限定で放送。

## 放送時間
- 金曜 25:05 - 25:20 （本放送）
- 土曜 11:30 - 11:45 （再放送）

## 放送内容
- キングス戦のダイジェスト
- ブースター紹介
- 選手や関係者をゲストに招いてのトーク
- ほか

## 出演者
- 三好ジェームス（沖縄テレビアナウンサー）